# Widok (wieżowiec)
Widok – najwyższy budynek mieszkalny w Szczecinie, znajdujący się przy ulicy Bandurskiego 96, którego budowa rozpoczęła się w 2006 roku i zakończyła w czerwcu 2009. Stoi w otoczeniu 12- i 11-kondygnacyjnych wieżowców osiedla bpa. Bandurskiego.
W skład 18-kondygnacyjnego kompleksu wchodzą:
- 246 mieszkań (w tym 11 apartamentów),
- galeria handlowo-usługowa (parter),
- garaż wielostanowiskowy (kondygnacje -1 i 1).

Do dyspozycji mieszkańców budynku udostępnione są:
- portiernia z całodobową ochroną.

W części handlowo-usługowej budynku znajdują się następujące sklepy:
- drogeria Rossmann
- market odzieżowo-przemysłowy Pepco
- PKO Bank Polski
- salon fryzjerski
- pizzeria

## Zdjęcia

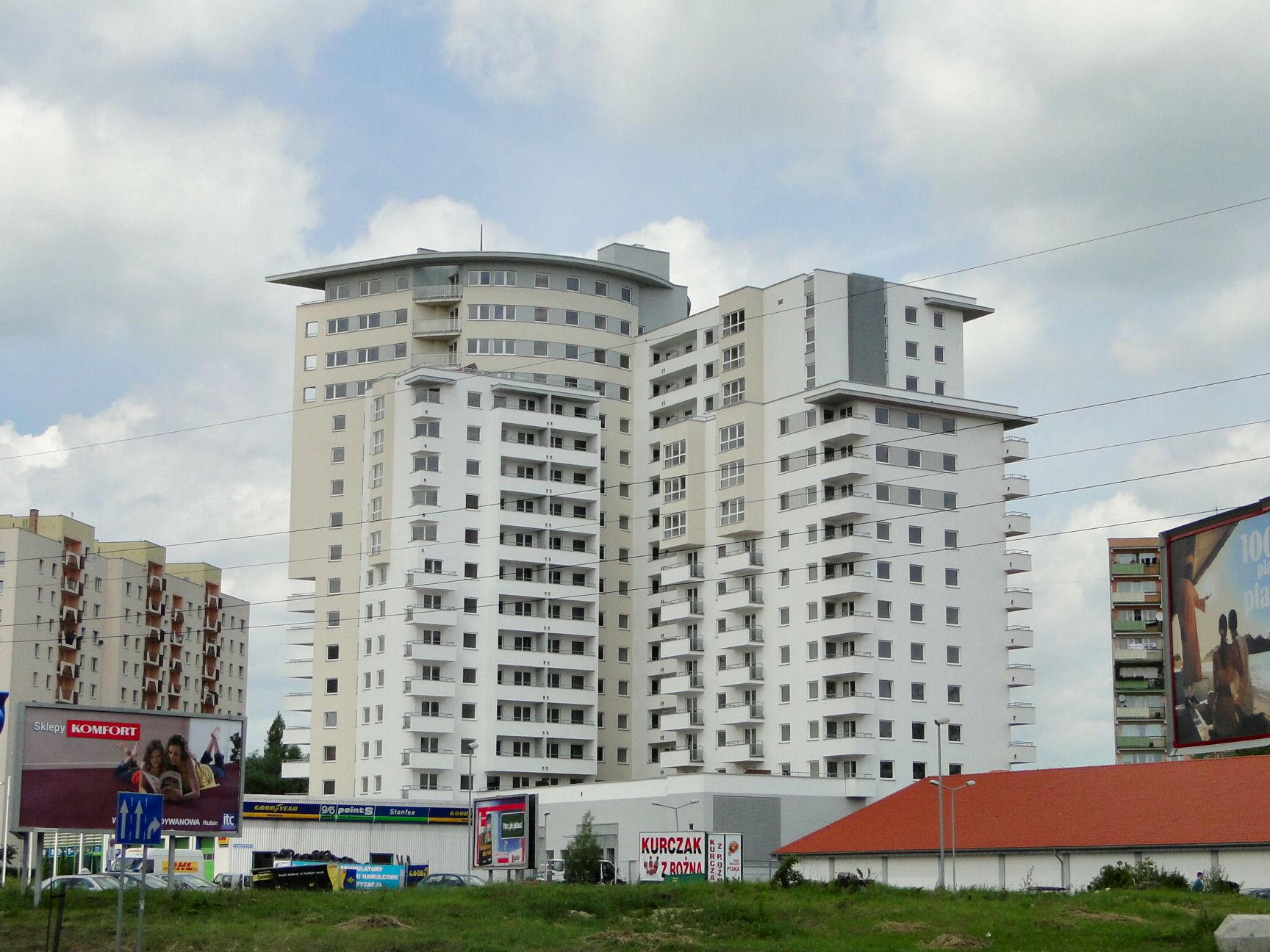
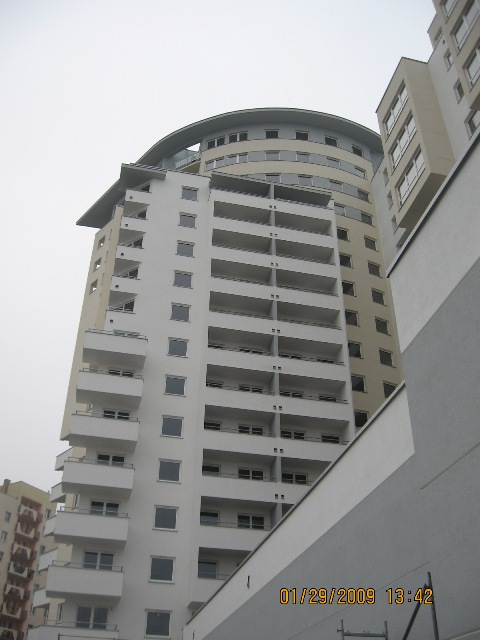